# Мур, Кип
Кип Мур (англ. Kip Christian Moore) — американский кантри-музыкант.
Его дебютный альбом Up All Night вышел 24 апреля 2012 года и получил платиновый статус в США. Номинант нескольких музыкальных наград: American Country Awards, CMT Music Awards и Country Music Association Awards. Несколько его хитов получили золотой и платиновый статусы, например такие хиты как «Somethin' 'Bout a Truck», «Beer Money», «Hey Pretty Gir» и «More Girls Like You». В мае 2020 года вышел его четвёртый студийный альбом Wild World.

## Биография
См. также «Биографию» в английском разделе.
Родился 1 апреля 1980 года, в Тифтоне, штат Джорджия (США). Полное имя Kip Christian Moore, родители Bonnie (Mann) и Stan Moore. У него есть два брата и три сестры. Их отец умер в сентябре 2011 года, всего за несколько месяцев до выхода дебютного альбома Мура. Он начал играть на гитаре, посещая муниципальный колледж Wallace State Community College в Хансвилле (Алабама), и впервые выступил на публике в ресторане Mellow Mushroom в Валдосте (Джорджия). После колледжа он переехал в «маленькую хижину» на Гавайях, где также занялся альпинизмом и серфингом. В 2004 году он переехал в Нашвилл (Теннесси), где автор песен и продюсер Бретт Джеймс помог ему подписать издательский договор.
Up All Night был наиболее успешным альбомом для кантри-дебютанта в 2012 и 2013 годах.
Его второй студийный альбом Wild Ones журнал Rolling Stone назвал одним из лучших кантри-альбомов 2015 года и включил в свой список «40 Best Country Albums of 2015» на позиции № 6.

## Дискография
См. также «Kip Moore Discography» в английском разделе.

### Студийные альбомы
| Название              | Детали                                                | Высшая позиция | Высшая позиция | Высшая позиция | Высшая позиция | Продажи      | Сертификации       |
| Название              | Детали                                                | US Country     | US             | AUS            | CAN            | Продажи      | Сертификации       |
| --------------------- | ----------------------------------------------------- | -------------- | -------------- | -------------- | -------------- | ------------ | ------------------ |
| Up All Night          | - Дата выхода: 24 апреля, 2012 - Лейбл: MCA Nashville | 3              | 6              | —              | —              |              | - RIAA: Платиновый |
| Wild Ones             | - Дата выхода: 21 августа 2015 - Лейбл: MCA Nashville | 2              | 4              | 31             | 5              | - US: 88,600 |                    |
| Slowheart             | - Дата выхода: 8 сентября 2017 - Лейбл: MCA Nashville | 3              | 10             | 6              | 10             | - US: 56,200 |                    |
| Wild World            | - Дата выхода: 29 мая 2020 - Лейбл: MCA Nashville     | 5              | 36             | 4              | 53             |              |                    |
| «—» неучастие в чарте |                                                       |                |                |                |                |              |                    |

### Синглы
| Год                   | Сингл                        | Высшая позиция | Высшая позиция     | Высшая позиция | Высшая позиция | Высшая позиция | Сертификации и продажи           | Альбом                              |
| Год                   | Сингл                        | US Country     | US Country Airplay | US             | CAN Country    | CAN            | Сертификации и продажи           | Альбом                              |
| --------------------- | ---------------------------- | -------------- | ------------------ | -------------- | -------------- | -------------- | -------------------------------- | ----------------------------------- |
| 2011                  | «Mary Was the Marrying Kind» | 45             | 45                 | —              | —              | —              |                                  | Up All Night (и Делюксовое издание) |
| 2011                  | «Somethin' 'Bout a Truck»    | 1              | 1                  | 29             | 1              | 33             | - RIAA: 2× Платиновый            | Up All Night (и Делюксовое издание) |
| 2012                  | «Beer Money»                 | 7              | 3                  | 51             | 1              | 58             | - RIAA: Золотой                  | Up All Night (и Делюксовое издание) |
| 2013                  | «Hey Pretty Girl»            | 8              | 2                  | 41             | 6              | 62             | - RIAA: Платиновый - MC: Золотой | Up All Night (и Делюксовое издание) |
| 2013                  | «Young Love»                 | 26             | 22                 | —A             | 43             | 83             |                                  | Non-album singles                   |
| 2014                  | «Dirt Road»                  | 35             | 44                 | —              | —              | —              |                                  | Non-album singles                   |
| 2015                  | «I'm to Blame»               | 24             | 20                 | 100            | 40             | 96             |                                  | Wild Ones                           |
| 2015                  | «Running for You»            | 25             | 13                 | —B             | 31             | —              |                                  | Wild Ones                           |
| 2017                  | «More Girls Like You»        | 8              | 4                  | 66             | 3              | —              | - MC: Золотой                    | Slowheart                           |
| 2017                  | «Last Shot»                  | 12             | 6                  | 53             | 23             | —              | - RIAA: Золотой                  | Slowheart                           |
| 2019                  | «The Bull»                   | —              | 55                 | —              | —              | —              |                                  | Slowheart                           |
| 2019                  | «She’s Mine»                 | 24             | 17                 | —              | 41             | —              | - RIAA: Золотой - MC: Золотой    | Wild World                          |
| «—» неучастие в чарте |                              |                |                    |                |                |                |                                  |                                     |

- A «Young Love» не вошёл в Hot 100, но достиг 4-го места в чарте Bubbling Under Hot 100 Singles, который представляет собой 25-местное расширение Hot 100.[34]
- B «Running for You» не вошёл в Hot 100, но достиг 11-го места в чарте Bubbling Under Hot 100 Singles[34]

## Награды и номинации
| Год  | Ассоциация                       | Категория                                              | Результат |
| ---- | -------------------------------- | ------------------------------------------------------ | --------- |
| 2012 | American Country Awards          | New Artist of the Year                                 | Номинация |
| 2012 | American Country Awards          | Single by a New Artist- «Somethin' 'Bout A Truck»      | Номинация |
| 2012 | American Country Awards          | Music Video by a New Artist- «Somethin' 'Bout A Truck» | Номинация |
| 2013 | CMT Music Awards                 | Breakthrough Video of The Year — «Beer Money»          | Номинация |
| 2013 | Country Music Association Awards | New Artist of the Year                                 | Номинация |
| 2014 | Country Music Association Awards | New Artist of the Year                                 | Номинация |